# Yips
 (août 2024).
Motif : le terme nécessite une vraie définition dans le résumé introductif, et l'article devrait être étendu aux autres disciplines que le golf auxquelles le yips s'applique
Dans le sport, un yips est un mouvement inconscient qui se produit lors du putt. Le terme yips a été popularisé dans le domaine du golf par Tommy Armour - un champion de golf devenu depuis professeur de golf - pour expliquer les difficultés qui l'ont poussé à abandonner la compétition. En décrivant le yips, les golfeurs ont utilisé des termes comme convulsions, chancellements et secousses.
Le yips affecte entre le quart et la moitié des golfeurs expérimentés. Les chercheurs de la Mayo Clinic ont découvert que 33 % à 48 % des golfeurs non occasionnels ont déjà connu le yips. Les golfeurs qui jouent depuis plus de 25 ans semblent plus enclin à en être victime.
Bien que la cause exacte du yips n'a pas encore été déterminée, une possibilité est que, chez certains golfeurs, il peut résulter des changements biochimiques du cerveau qui accompagnent le vieillissement. L'activité physique intense et la sollicitation de la coordination et de la concentration peut aggraver le problème. La dystonie focale (similaire à la crampe de l'écrivain ou du musicien) est citée comme étant une autre cause possible du yips.
Les yips sont le plus communément associés au putt, mais l'entraîneur de golf Hank Haney a écrit un livre consacré au sujet en 2007 : Fix the yips forever. Hank Haney est plus connu comme étant l'ancien entraîneur de Tiger Woods. Il explique dans ce livre que les yips ne se limitent pas aux putt mais se retrouvent aussi dans la vie quotidienne, bien qu'ils soient rarement diagnostiqués.
Le yips touche également d'autres sports, surtout le cricket, le tennis et le football australien. Guillermo Coria, joueur de tennis argentin, qui fut aussi troisième au classement mondial, semble souffrir de yips lors de son service. Nick Riewoldt, un joueur de football australien du St Kilda football club souffre aussi de yips dans ses coups de pied. Au cricket, les lanceurs qui souffrent de yips sont ceux qui ont du mal à dégager la balle à la fin de leur action, comme Keith Medlycott. Au baseball, les receveurs Mackey Sasser et Dave Engle sont deux cas célèbres, tout comme les joueurs d'avant-champ Steve Sax et Chuck Knoblauch et, plus récemment, le receveur Jarrod Saltalamacchia.
Lors de la saison 2017-2018 de NBA le numéro 1 de la draft 2017 Markelle Fultz connait de sérieuses difficultés avec son shoot après une blessure à l'épaule. Ses difficultés l'empêche de jouer une bonne partie de la saison. Après les playoffs, son coach personnel Drew Hanlen évoque alors la possibilité de yips. C'est la première fois qu'un basketteur pense être atteint de ce mal.

## Personnes souffrant de yips
- Simone Biles (gymnastique. En gymnastique, les yips sont appelés "twisties")
- Cam Johnstone[réf. nécessaire]
- James Kellett[réf. nécessaire]
- Chuck Knoblauch (baseball)
- Steve Sax (baseball)
- Mackey Sasser (baseball)
- Dave Engle (baseball)
- Jarrod Saltalamacchia (baseball)
- Markelle Fultz (basket-ball)
- Alexander Zverev (tennis)
- Aryna Sabalenka (tennis)

## Dans la culture
- Lors de l'épisode 21, saison 3 de la série Dr House, le docteur Gregory House fait le parallèle entre l'état de son subordonné le docteur Eric Foreman et le yips.
- Dans l'épisode 1, saison 2, de la série Nip/Tuck, le docteur McNamara découvre au cours d'une consultation dont il est le patient, qu'il est sujet au yips. Ce dernier y est d'ailleurs très bien expliqué avec l'exemple du golf.
- Dans l'épisode 10, saison 3 de la série How I Met Your Mother, Barney est sujet au yips après avoir découvert que la femme qui l'a dépucelé à l'âge de 23 ans l'a fait car son frère l'avait payée en nature.
- Dans l'épisode 5, saison 4 de la série télévisée Psych : Enquêteur malgré lui, on apprend que le personnage principal Shawn Spencer souffre également de yips.
- Dans l'épisode 12, saison 9 de la série télévisée Les Enquêtes de Murdoch, l'un des suspects craint d'avoir le yips.
- Dans la saison 6 de la série d'animation Major, le personnage principal Goro Shigeno est atteint de yips et il est envoyé chez un psychiatre pour se faire soigner.
- Dans la série télévisée sud-coréenne To the Beautiful You (adaptation coréenne du drama japonais Hanazakari no Kimitachi e), le personnage principal Kang Tae Joon est supposément atteint du yips.
- Dans l'épisode 7, saison 1 de la série Flash , Barry Allen ( Flash ) semble être atteint du yips ce qui l'empêche de retrouver ses pouvoirs.
- Dans l'épisode 17, saison 29 des Simpson, Lisa souffre du yips et ne sait brusquement plus jouer de son saxophone après que son professeur de musique l'a découragée de suivre ses rêves.
- Dans l’épisode 1 de la saison 2 de Ted Lasso, le joueur Dani Rojas souffre du yips à la suite de son dernier match où il a tué par accident la mascotte de l’équipe.
- Dans l'épisode 5 de l'animé japonais "Kaguya-Sama: Love Is War", le terme est utilisé par Shirogane qui pense être atteint de celui ci.
- Dans l’épisode 9 de la saison 5 de la série Young Sheldon, le yips est défini comme étant l’impossibilité d’effectuer quelque chose pourtant simple, qu’on est censé maîtriser et que l’on fait d’habitude sans y réfléchir. Missy Cooper n’arrive plus à lancer correctement la balle au baseball et Sheldon Cooper n’arrive pas à finir son examen car il ne se rappelle plus comment appliquer un théorème.